# Fluvial

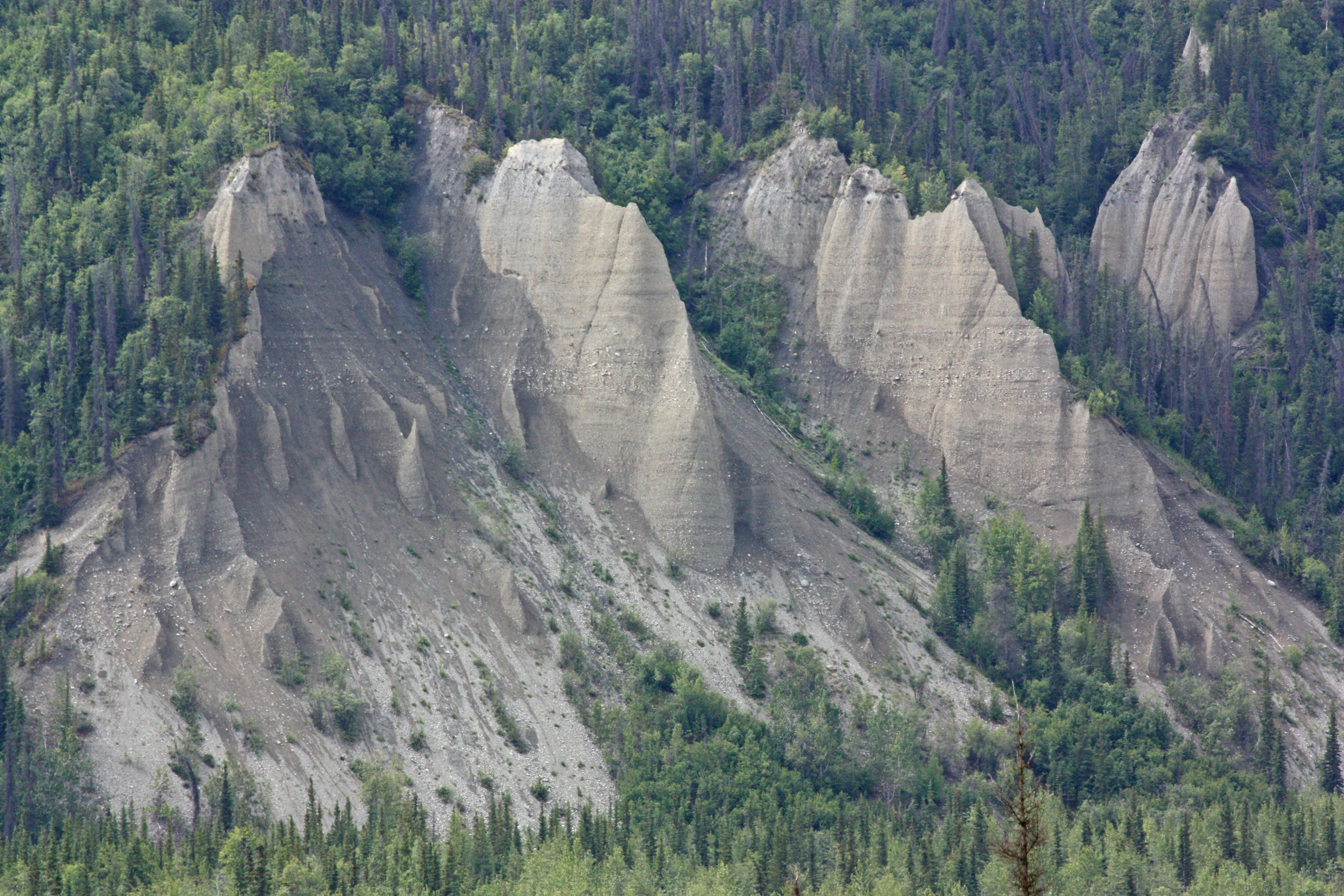
Erosión profunda de depósitos glaciofluviales a orillas del río Matanuska, Alaska.

El adjetivo fluvial se utiliza en la geografía y en ciencias de la Tierra para referirse a los procesos asociados a los cubos de agua,  ríos, arroyos, a los depósitos y relieves creados por ellos. Cuando los flujos o ríos están asociados a los volcanes, el término que se utiliza es glaciofluviales o fluvioglaciarios.
Asimismo el vocablo también se utiliza para referirse a los canales de circulación naviera por ríos (véase transporte fluvial).

## Otros
1. ↑  Real Academia Española. «fluvial». Diccionario de la lengua española (23.ª edición).
2. ↑  K.K.E. Neuendorf, J.P. Mehl, Jr., and J.A. Jackson, eds., 2005, Glossary of Geology. American Geological Institute, Alexandria, Virginia. 800 pp.
3. ↑  Wilson, W.E. & Moore, J.E. 2003. ℂGlossary of Hydrology, American Geological Institute, Springer, 248pp.